# Усохи (Кіровський район)
Усохи (рос. Усохи) — присілок в Кіровському районі Калузької області Російської Федерації.
Населення становить 2 особи. Входить до складу муніципального утворення Присілок Тягаєво.

## Історія
Від 2004 року входить до складу муніципального утворення Присілок Тягаєво.

## Населення
| 2002 | 2010 |
| ---- | ---- |
| 9    | ↘2   |